# 8 de febrero
El 8 de febrero es el 39.º (trigésimo noveno) día del año en el calendario gregoriano. Quedan 326 días para finalizar el año y 327 en los años bisiestos.

## Acontecimientos
- 421: Constancio III se convierte en coemperador del Imperio Romano de Oriente.
- 1238: los mongoles queman la ciudad rusa de Vladímir.
- 1517: parte de Santiago (Cuba) la expedición organizada por Diego Velázquez (gobernador de la isla) con la finalidad de conquistar México.
- 1575: en Leiden se funda la Universidad de Leiden bajo la nominación de "Praesidium Libertatis".
- 1586: en Madrid se funda el Hospital General.
- 1587: en Inglaterra, María Estuardo es ejecutada bajo sospecha de haberse implicado en el complot de Babington para matar a su prima Isabel I de Inglaterra.
- 1590: Luis de Carvajal y de la Cueva es torturado por la Santa Inquisición en la Ciudad de México.
- 1601: en Inglaterra, Robert Devereux (conde de Essex), se levanta en armas contra Isabel I.
- 1622: en Inglaterra, el rey Jacobo I disuelve el Parlamento.
- 1692: en Salem (Massachusetts) un médico sugiere que dos chicas del pueblo podrían ser brujas, liderando lo que sería llamado los juicios de las brujas de Salem.
- 1726: en Rusia se establece el Consejo Supremo Privy.
- 1762: en Rusia asume el trono Catalina la Grande.
- 1807: en la batalla de Eylau, Napoleón Bonaparte derrota a las fuerzas rusas dirigidas por el general Bennigsen.
- 1814: Simón Bolívar ordena que sean pasados por las armas 836 prisioneros españoles, la mayoría de ellos neutrales.
- 1815: en Austria se celebra el Congreso de Viena; en él, gran número de países acuerdan abolir el comercio de esclavos.
- 1817: Las Heras cruza los Andes con su ejército para unirse al general San Martín y liberar a Chile del Imperio español.

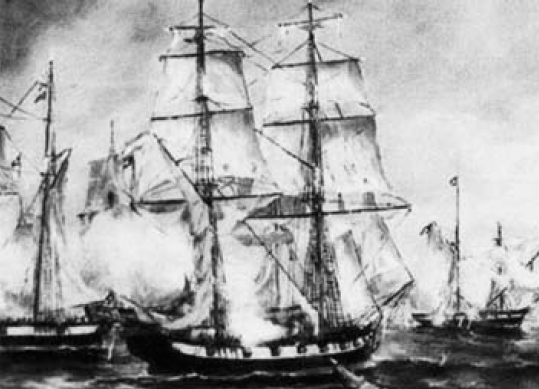
Batalla de Juncal, 1827.

- 1827: primera jornada de la batalla de Juncal en que la Armada Argentina derrota a la del Imperio del Brasil
- 1849: se establece la Nueva República Romana.
- 1863: Rusia y Prusia firman un convenio por el que se facilitaba a los rusos la persecución de las partidas polacas en territorio prusiano.
- 1865: el estado de Delaware (Estados Unidos) rechaza la decimotercera enmienda a la constitución y votan la continuación de la esclavitud. Posteriormente sería ratificada en 1901.
- 1879: Sandford Fleming propone la adopción del horario universal en una charla en la Royal Canadian Institute.
- 1881: en Sudáfrica se libra la Batalla de Schuinsoote (también conocida como Ingogo), en la que los británicos son derrotados por los bóeres.
- 1887: en los Estados Unidos, la proposición Dawes autoriza al presidente de los Estados Unidos a dividir a las tribus indias y distribuirlas en pequeñas parcelas de tierras.
- 1900: en Ladysmith (Sudáfrica) los bóeres derrotan al ejército británico.
- 1904: en Lushun (China) un torpedo japonés inicia la Guerra ruso-japonesa (Batalla de Port Arthur).
- 1904: en el marco de la Guerra de Aceh, el regimiento de Marechaussee del Ejército Colonial Neerlandés dirigido por el general G.C.E. van Daalen lanza una campaña militar para capturar Gayo Highland, Alas Highland y Batak Highland en la región de Sumatra del Norte de las Indias Orientales Neerlandesas, que termina con un genocidio contra los pueblos aceh y Batak.
- 1910: William D. Boyce funda los Boys Scouts de Estados Unidos.
- 1910: en Vigo (España) un incendio destruye el teatro Rosalía de Castro.
- 1915: en Los Ángeles se estrena el polémico filme racista El nacimiento de una nación (de D. W. Griffith), promocionando el Ku Klux Klan.
- 1917: en Concepción del Uruguay, (Argentina) se funda el Club Gimnasia y Esgrima
- 1922: el presidente de los Estados Unidos Warren G. Harding realiza el primer discurso por radio desde la Casa Blanca.
- 1924: en Nevada (Estados Unidos) se realiza la primera ejecución por gas.
- 1931: en España, el Athletic Club consigue la mayor goleada de la historia de la liga española frente al F. C. Barcelona por 12-1.
- 1934: durante la Segunda República española, el Gobierno ordena el desarme general de la población civil española.
- 1937: las tropas franquistas conquistan Málaga.
- 1937: se produce la masacre de la carretera Málaga-Almería.
- 1939: llega a París, huido de España, Lluís Companys, presidente de la Generalidad de Cataluña.
- 1941: en Francia es rescatada la escultura "Dama de Elche" para España.
- 1945: Paraguay le declara la Guerra a Alemania tras presión del Gobierno de los Estados Unidos en apoyar las causas de los Aliados en la Segunda Guerra Mundial.
- 1949: en Hungría, el cardenal Mindszenty es sentenciado a prisión por conspirar contra el Gobierno comunista.
- 1950: se funda la Stasi, la policía secreta de Alemania Oriental.
- 1951: en Argentina, el avión de reacción I.Ae. 33 Pulqui II construido en el Instituto Aerotécnico y pilotado por el ingeniero Kurt Tank, realiza su primera presentación pública en el Aeroparque de Buenos Aires ante el presidente de la Nación Juan Domingo Perón y numeroso público.[1]
- 1952: en Reino Unido Isabel II es proclamada reina.
- 1955: en la URSS dimite el primer ministro, Georgi Malenkov, y le sucede Nikolái Bulganin.
- 1955: en la provincia de Sind (Pakistán) el Gobierno suprime el feudalismo.
- 1957: el rey Saud de Arabia visita Estados Unidos; el presidente le promete ayuda militar a cambio de albergar bases estadounidenses.
- 1962: en París, la policía francesa asesina a 9 sindicalistas en las protestas contra el colaborador nazi Maurice Papon (entonces jefe de la Prefectura de Policía de la ciudad).
- 1963: el presidente John F. Kennedy prohíbe a los estadounidenses realizar viajes así como cualquier intercambio comercial o financiero con Cuba.
- 1968: en Orangeburg (Carolina del Sur) una turba de civiles blancos asesina a unos estudiantes negros del Universidad Estatal de Carolina del Sur que protestaban contra el racismo. (Masacre de Orangeburg).
- 1969: en las cercanías de Pueblito de Allende (México) cae uno de los más importantes meteoritos recuperados.
- 1971: primer día de contratación del Nasdaq.
- 1974: después de 84 días en el espacio, vuelve a la Tierra la última tripulación que habitó la estación espacial estadounidense Skylab.
- 1974: en Alto Volta se realiza un golpe militar.
- 1979: en la República del Congo, Denis Sassou-Nguesso se convierte en presidente.
- 1979: en Argelia, el coronel Chadli Bendjedid es elegido jefe del Estado.
- 1981: en Mallorca (España), el congreso de UCD elige a Leopoldo Calvo-Sotelo candidato a la presidencia del Gobierno y a Agustín Rodríguez Sahagún presidente del partido.
- 1986: en Los Ángeles, los policías Arleigh McCree (uno de los mejores expertos en explosivos del mundo) y Ronald Ball mueren al intentar desmantelar una bomba.
- 1994: en España, la ejecutiva de UGT acuerda proponer a Cándido Méndez como sustituto de Redondo.
- 1994: la orca Ulises deja Barcelona para recalar en un acuarama de Estados Unidos.
- 1996: en Estados Unidos, el gobierno aprueba la Ley de Decencia en las Telecomunicaciones.
- 1997: Se emite en Japón el último capítulo de la exitosa serie de anime, Sailor Moon.
- 1999: en la aldea de Naraianpur ―85 km al oeste de la sagrada ciudad de Gaya―, el grupo terrorista Ranvir Sena (formado por terratenientes brahmanes hinduistas de derechas) matan a 12 hombres, mujeres y niños dalits (personas de casta baja). Un año antes (el 1 de diciembre de 1997), Ranvir Sena mató a 74 dalits en la cercana aldea de Laksmanpur Bathe.[2]
- 1999: Abdalá II de Jordania jura su cargo como nuevo rey y nombra heredero a su hermanastro Hamza, tras el fallecimiento de su padre el rey Hussein.
- 2000: en Belgrado (Yugoslavia), el ministro de Defensa Pavle Bulatovic es asesinado a tiros.
- 2001: consiguen secuenciar por primera vez el genoma completo de un animal extinguido.
- 2002: en España, el Consejo de Ministros del Gobierno aprueba el Proyecto de Ley de Servicios de la Sociedad de la Información y Comercio Electrónico (LSSI).
- 2003: en Andoáin (Guipúzcoa), la banda terrorista ETA asesina a Joseba Pagazaurtundua, jefe de la policía local y miembro de la Agrupación Socialista.
- 2005: Israel y la Autoridad Nacional Palestina firman un alto al fuego.
- 2018: en Perú se llevó a cabo la marcha de protesta Jimena renace, debido al cruel asesinato de la menor María Jimena.
- 2019: en Río de Janeiro (Brasil) ocurrió el Incendio de Ninho do Urubu donde murieron 10 futbolistas juveniles de Flamengo y dejó 3 heridos.

## Nacimientos
- 410: Proclo, filósofo griego (f. 485).
- 1291: Alfonso IV de Portugal, rey de Portugal y Algarve (f. 1357).
- 1405: Constantino XI Paleólogo, emperador bizantino (f. 1453).
- 1552: Théodore-Agrippa d'Aubigné, escritor y poeta francés (f. 1630).
- 1577: Robert Burton, clérigo, escritor y erudito inglés (f. 1640).
- 1649: Gabriel Daniel, historiador jesuita francés (f. 1728).
- 1677: Jacques Cassini, astrónomo francés (f. 1756).
- 1700: Daniel Bernoulli, matemático suizo (f. 1782).
- 1720: Sakuramachi, emperador japonés (f. 1750).
- 1741: André Ernest Modeste Grétry, compositor belga (f.1813)
- 1785: Martín Miguel de Güemes, militar argentino (f. 1821).
- 1794: Friedrich Ferdinand Runge, químico analítico alemán (f. 1867).
- 1810: Eliphas Lévi, ocultista, escritor y mago francés (f. 1875).
- 1814: Juan Rafael Mora Porras, político costarricense, presidente de Costa Rica entre 1849 y 1859 (f. 1860).
- 1819: John Ruskin, escritor, crítico de arte y reformista británico (f. 1900).
- 1820: William Tecumseh Sherman, militar estadounidense (f. 1891).
- 1825: Henry Walter Bates, entomólogo británico (f. 1892).
- 1828: Antonio Cánovas del Castillo, político español (f. 1897).
- 1828: Julio Verne, novelista francés de ciencia ficción (f. 1905).
- 1834: Dimitri Mendeleyev, químico ruso (f. 1907).
- 1848: Digby Mackworth Dolben, poeta británico (f. 1867).
- 1850: Kate Chopin, escritora estadounidense (f. 1904).
- 1864: Luis Gonzaga Urbina, escritor y poeta mexicano (f. 1934).
- 1868: Félix Díaz, militar y político mexicano (f. 1945).
- 1870: Enrique Santamarina, político argentino (f. 1937).
- 1878: Martin Buber, filósofo y escritor israelí (f. 1965).
- 1880: Franz Marc, pintor alemán (f. 1916).
- 1883: Joseph Alois Schumpeter, economista austriaco-estadounidense (f. 1950).
- 1886: Charles Ruggles, actor estadounidense (f. 1970).
- 1888: Edith Evans, actriz británica (f. 1976).
- 1890: Claro M. Recto, nacionalista filipino (f. 1960).
- 1892: Ricardo García Ysunza, médico cirujano mexicano, director de la Escuela Nacional de Medicina, iniciativa de autonomía del Instituto Científico y Literario, masón (f. 1954).[3]
- 1893: Hermann Scherer, escultor alemán (f. 1927).
- 1894: King Vidor, cineasta estadounidense (f. 1982).
- 1894: Rosita Renard, pianista chilena (f. 1949).
- 1905: Genaro Lahuerta López, pintor y retratista español (f. 1985).
- 1906: Chester Carlson, físico, inventor y empresario estadounidense (f. 1968).
- 1906: Pablo Palitos, actor argentino de origen español (f. 1989).
- 1908: Rafael Lapesa, profesor, escritor y académico español (f. 2001).
- 1909: Saturnino de la Fuente García, zapatero y supercentenario español (f. 2022).
- 1909: Vasili Rakov, piloto militar soviético (f. 1996)
- 1911: Elizabeth Bishop, poeta estadounidense (f. 1979).
- 1913: Betty Field, actriz estadounidense (f. 1973).
- 1915: Luis María Boffi Boggero, político, abogado y ministro de la Corte Suprema de Justicia de Argentina (f. 1984).
- 1915: Sergio Correa Gac, sacerdote chileno (f. 2007).
- 1918: Enrique Tierno Galván, político español (f. 1986).
- 1919: Peter Berglar, historiador alemán (f. 1989).
- 1920: Robert William Bemer, pionero en computación estadounidense (f. 2004).
- 1921: Hans Albert, filósofo alemán (f. 2023).
- 1921: Lana Turner, actriz estadounidense (f. 1995).
- 1924: Khamtai Siphandon, político y militar laosiano, presidente de Laos entre 1998 y 2006.
- 1925: Jack Lemmon, actor estadounidense (f. 2001).
- 1926: Neal Cassady, escritor estadounidense (f. 1968).

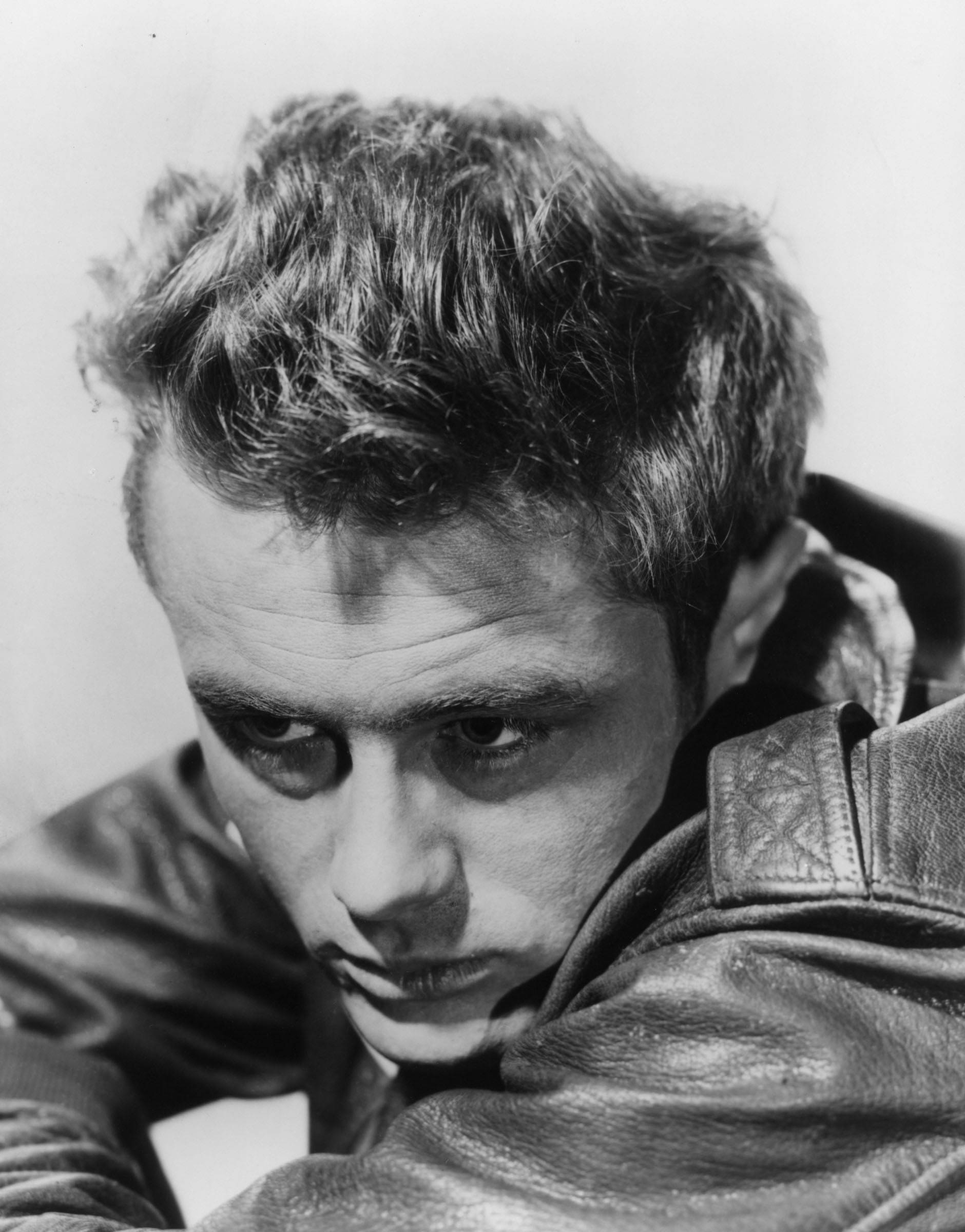
James Dean

- 1926: Guillermo Morón, escritor venezolano (f. 2021).
- 1930: Manuel Castillo, compositor y pianista español (f. 2005).
- 1930: Miguel Covián Pérez, político, intelectual y periodista mexicano (f. 2009).
- 1930: Gabriel Flores, pintor, dibujante y muralista mexicano (f. 1993).
- 1931: James Dean, actor estadounidense (f. 1955).
- 1932: Humberto Martínez Salcedo, actor, periodista y humorista colombiano (f. 1986).
- 1932: Cliff Allison, piloto británico de Fórmula 1 (f. 2005).
- 1932: Horst Eckel, futbolista alemán (f. 2021).
- 1932: John Williams, compositor estadounidense.
- 1932: Julio Di Palma, animador, locutor, recitador y actor argentino (f. 2021).
- 1933: Elly Ameling, soprano neerlandesa.
- 1935: Luis María Anson, periodista y escritor español.
- 1936: Kitty de Hoyos, actriz mexicana (f. 1999).
- 1940: Bohdan Paczyński, astrónomo y astrofísico lituano-polaco (f. 2007).
- 1940: Sophie Kanza, política angoleña, Ministra de Asuntos Sociales de la República Democrática del Congo (f. 1999)
- 1941: Nick Nolte, actor, modelo y productor estadounidense.
- 1942: Alberto Restuccia, actor, performer, dramaturgo, director teatral y profesor uruguayo (f. 2020).
- 1942: Yılmaz Urul, futbolista turco (f. 2025).
- 1943: Ricardo Prieto, dramaturgo, poeta y narrador uruguayo (f. 2008).
- 1943: Valerie Thomas, científica e inventora estadounidense.
- 1943: Creed Bratton, actor y músico estadounidense.
- 1944: Sebastião Salgado, fotógrafo brasileño.
- 1946: Jorge Carlos Alcocer Varela, médico mexicano.

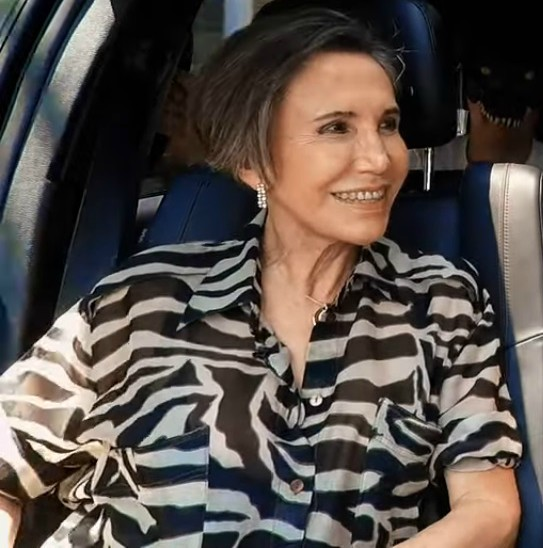
Florinda Meza

- Florinda Meza1947: John McCarthy Roll, juez federal estadounidense (f. 2011).
- 1949: Florinda Meza, actriz y comediante mexicana.
- 1949:  Brooke Adams, actriz estadounidense.
- 1950: Sanyutei Enraku, comediante de rakugo japonés (f. 2022).
- 1952: Consuelo Mariño, escritora española.
- 1952: Marinho Chagas, futbolista brasileño (f. 2014).
- 1952: Daisuke Gōri, seiyū japonés (f. 2010).
- 1953: Mary Steenburgen, actriz británica.

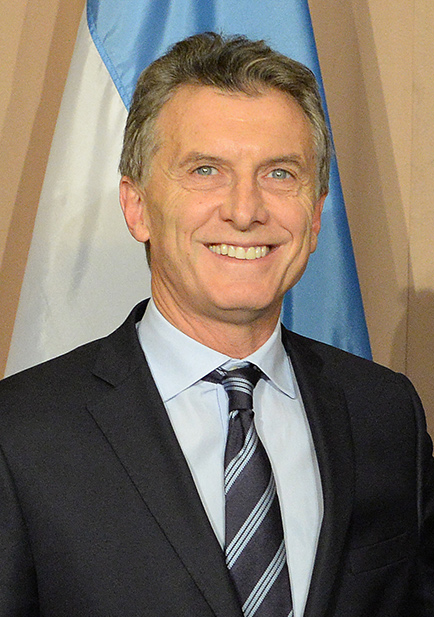
Mauricio Macri

- 1955: John Grisham, escritor estadounidense.
- 1955: Ángel Olivares, político español.
- 1957: Norberto Verea, futbolista y periodista deportivo argentino.
- 1958: Marina Silva, política brasileña.
- 1959: Mauricio Macri, ingeniero y empresario argentino, presidente de Argentina de 2015 a 2019.
- 1960: Benigno Aquino III, político filipino, presidente de Filipinas de 2010 a 2016 (f. 2021).
- 1960: Alfred Gusenbauer, excanciller austriaco.
- 1961: Vince Neil, cantante estadounidense, de la banda Mötley Crüe.
- 1962: Manolo Hierro, futbolista español.
- 1964: Trinny Woodall, consultora de moda británica.
- 1965: Mathilda May, actriz francesa.
- 1965: Miguel Pardeza, futbolista español.

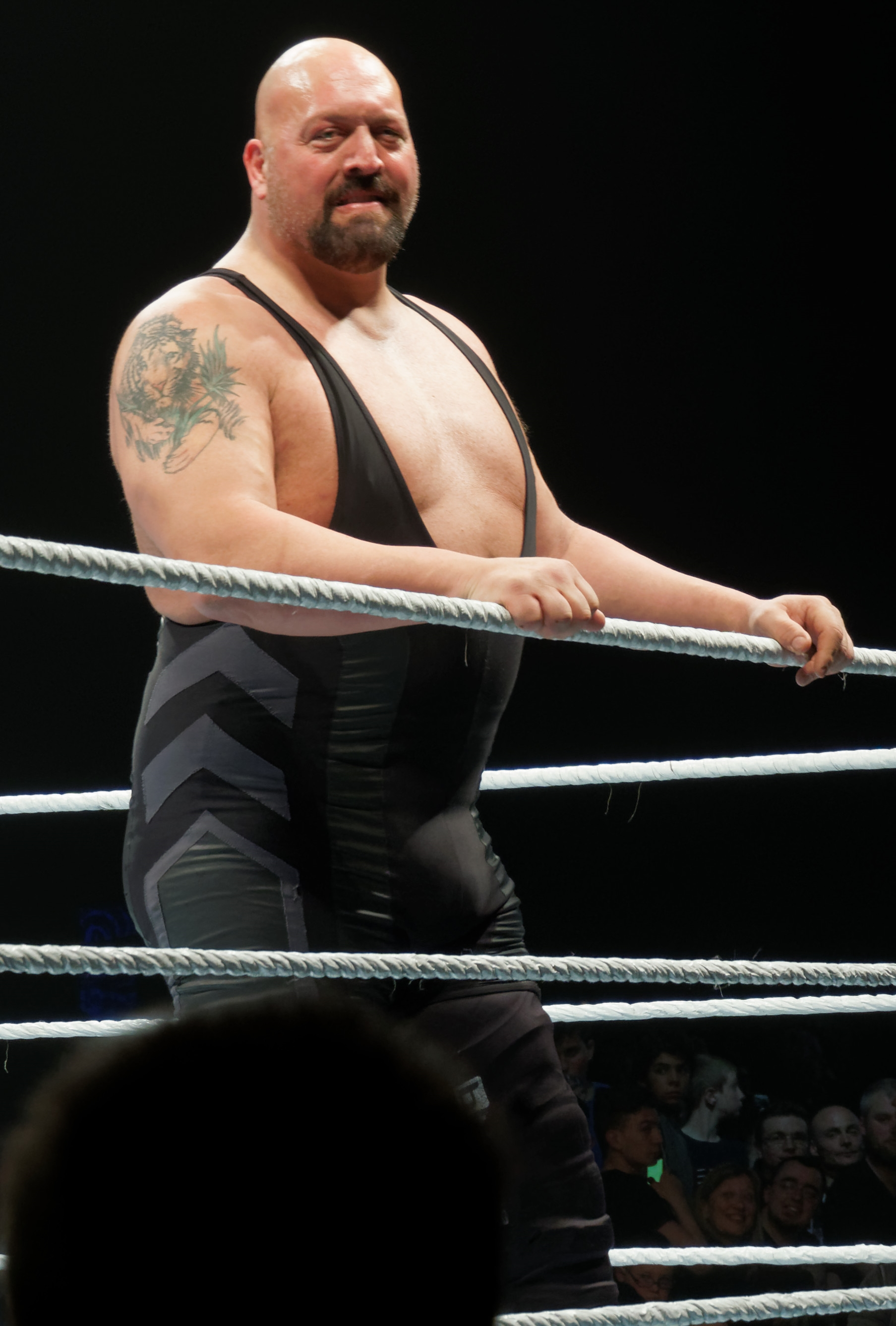
Big Show

- 1966: Hristo Stoichkov, futbolista búlgaro.
- 1966: Jan Karlsson, ciclista sueco.
- 1967: Antonio Martínez Ares, músico y cantautor, además de ser un reconocido autor en el Carnaval de Cádiz.
- 1968: Gary Coleman, actor estadounidense (f. 2010).
- 1969: Mary McCormack, actriz estadounidense.
- 1969: Andrea Orlando, político italiano.
- 1969: Marco Villa, ciclista italiano.
- 1970: Alonzo Mourning, baloncestista estadounidense.

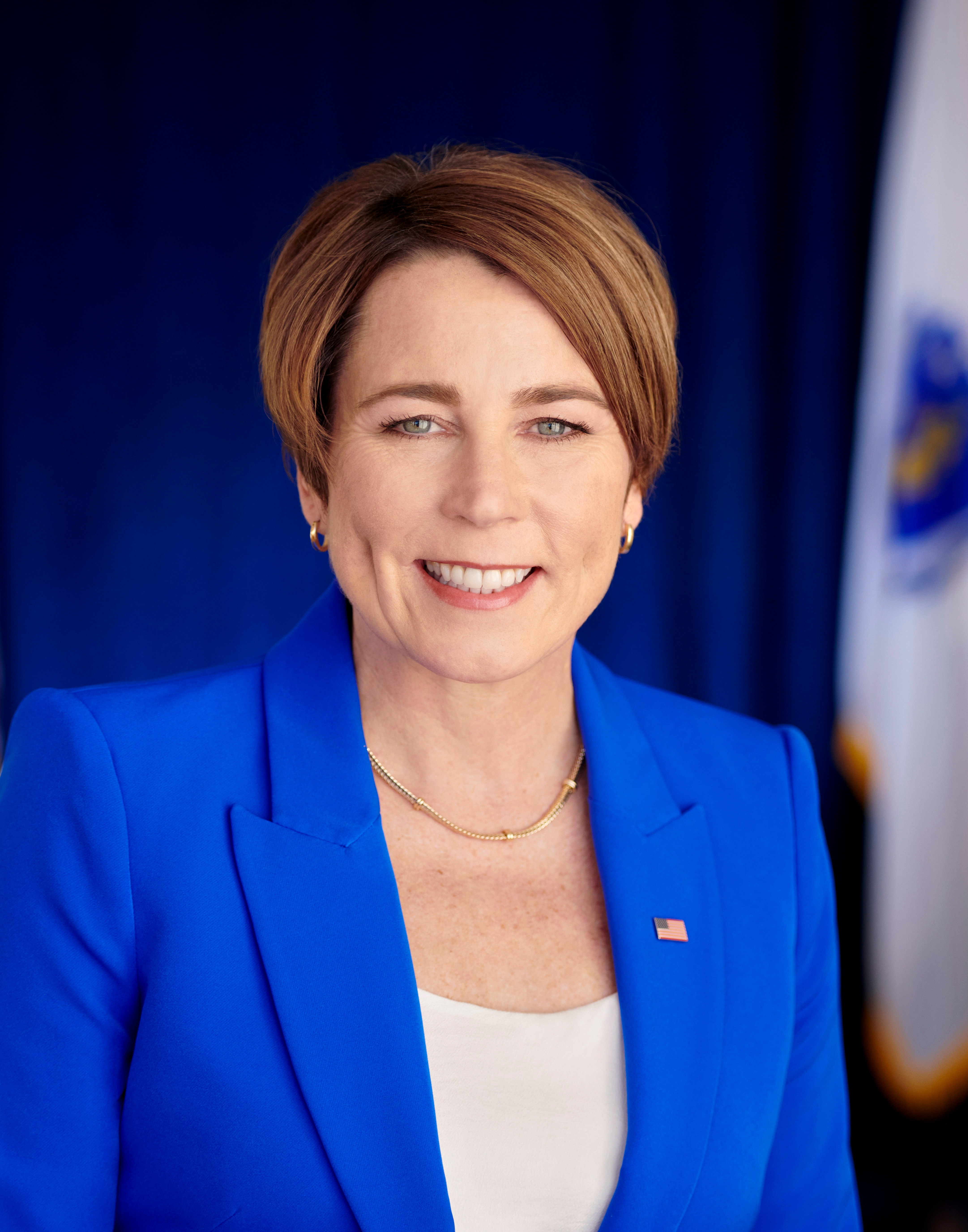
Maura Healey

- 1971: Maura Healey, abogada y política estadounidense, Gobernadora de Massachusetts desde 2023.
- 1972: Paul Wight, Big Show, luchador profesional estadounidense.
- 1972: Hiroshi Tsuchida, seiyū japonés.
- 1972: Enrique Rivas Cuéllar, político mexicano.
- 1972: Marco Aurelio Silva Businhani, futbolista brasileño.
- 1972: Gabriela Suvová, biatleta checoslovaca.
- 1972: Darío Ubríaco, árbitro de fútbol uruguayo.
- 1973: Fanny Lu, actriz y cantante colombiana.
- 1973: Vladimir Shmakov, judoka uzbeko.

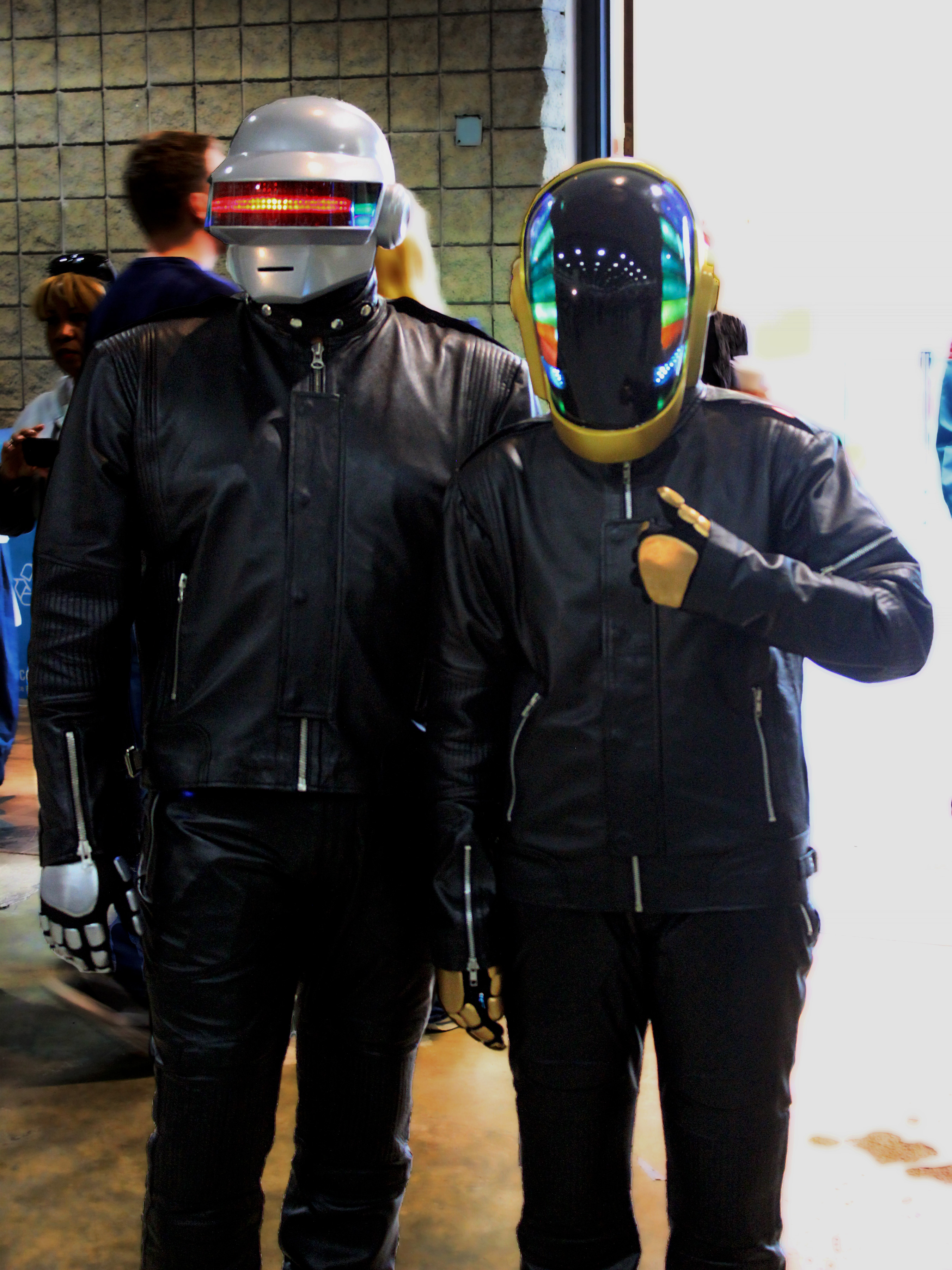
Guy-Manuel junto a su compañero de Daft Punk, Thomas Bangalter

- 1974: Ulises de la Cruz, futbolista ecuatoriano.
- 1974: Seth Green, actor estadounidense.
- 1974: Guy-Manuel de Homem-Christo, músico francés, de la banda Daft Punk.
- 1974: Guennadi Mijáilov, ciclista ruso.
- 1975: Clarence Acuña, futbolista chileno.
- 1975: Ricardo Orrego, periodista deportivo colombiano.
- 1975: Patrizia Panico, futbolista italiana.
- 1975: Vincent Le Quellec, ciclista francés.
- 1977: Yucef Merhi, artista venezolano.
- 1977: David Farrell, bajista estadounidense, de la banda Linkin Park.
- 1977: Svala, cantante islandesa.
- 1977: Leonardo Isaula, futbolista hondureño.
- 1978: Josu Silloniz, ciclista español.
- 1978: Shuya Matsuda, remero japonés.
- 1978: Gökhan Tepe, actor y cantante turco.
- 1979: Antonio Hidalgo Morilla, futbolista español.
- 1979: Cléber Schwenck Tiene, futbolista brasileño.
- 1979: Édson Marcelo de Faria Manfron, futbolista brasileño.
- 1979: José Alcaide Muñoz, futbolista español.
- 1981: Myriam Montemayor Cruz, cantante mexicana.
- 1981: Steve Gohouri, futbolista marfileño (f. 2015).
- 1981: Sara Mustonen, ciclista sueca.
- 1981: Bryan van Dijk, judoka neerlandés.
- 1982: Danny Tamberelli, actor estadounidense.
- 1982: Gregorio Barradas Miravete, político mexicano (f. 2010).
- 1982: Gabriel Rufián, político español.
- 1982: Rory Sutherland, ciclista australiano.
- 1982: Katrin Leumann, ciclista suiza.
- 1983: Gala Évora, actriz española.
- 1983: Tapiwa Kumbuyani, futbolista zimbauense (f. 2024).
- 1983: Adrián Puello, taekwondista puertorriqueño.
- 1983: Kim Ryon-Mi, judoka norcoreana.
- 1984: Sebastián Soto Chacón, director de vídeos musicales y músico chileno.
- 1984: Cecily Strong, actriz y comediante estadounidense.
- 1984: Omar Badía, taekwondista español.
- 1984: Nenad Bilbija, balonmanista esloveno.
- 1985: Jeremy Davis, bajista estadounidense.
- 1985: Seo Min-woo, actor y cantante surcoreano (f. 2018).
- 1987: Carolina Kostner, patinadora italiana.
- 1987: Javi García, futbolista español.
- 1987: Dave Mussard, futbolista seychellense.
- 1987: Li Lai, taekwondista chino.
- 1987: Hossein Nateghi, ciclista iraní.
- 1987: Huda Miled, judoka tunecina.
- 1988: Geancarlo González, futbolista costarricense.
- 1988: Nozomi Sasaki, actriz, cantante y modelo japonesa.
- 1988: Ramiro Cabrera, ciclista uruguayo.
- 1988: Łukasz Śmigaj, taekwondista polaco.
- 1988: Tomasz Kowalski, judoka polaco.
- 1989: Tomeu Nadal, futbolista español.
- 1989: Christian Groß, futbolista alemán.
- 1990: Bethany Hamilton, surfista estadounidense.
- 1990: Klay Thompson, baloncestista estadounidense.
- 1990: Vegard Breen, ciclista noruego.
- 1990: Ignacio Pizarro, balonmanista argentino.
- 1991: Will Cherry, baloncestista estadounidense.
- 1991: Michael Lang, futbolista suizo.
- 1991: Philippe Koch, futbolista suizo.
- 1991: Kim Polling, judoka neerlandesa.
- 1992: Ander Capa, futbolista español.
- 1992: Adrià Carmona, futbolista español.
- 1992: Adrián Leites, futbolista uruguayo.
- 1992: Kevin Dawson, futbolista uruguayo.
- 1993: Davit Khocholava, futbolista georgiano.
- 1993: Sean Davis, futbolista estadounidense.
- 1993: Héctor Nespral, futbolista español.
- 1993: René Joensen, futbolista feroés.
- 1994: Hakan Çalhanoğlu, futbolista turco.
- 1994: Vivian Kong, esgrimidora hongkonesa.
- 1994: José Ángel Cobas, taekwondista cubano.
- 1994: Fabian Wiede, balonmanista alemán.
- 1994: Mateusz Biskup, remero polaco.
- 1995: Jordan Todosey, actriz canadiense.
- 1995: Joshua Kimmich, futbolista alemán.
- 1995: Kasper Asgreen, ciclista danés.
- 1995: Borja Martínez Sánchez, futbolista español.
- 1995: Hjörtur Hermannsson, futbolista islandés.
- 1995: Delvis Lumpuy, futbolista cubano.
- 1995: Alexandru Mitriță, futbolista rumano.
- 1995: Yerzhan Abylkas, taekwondista kazajo.
- 1995: Miguel Sánchez-Migallón, balonmanista español.
- 1996: Anton Mitryushkin, futbolista ruso.
- 1996: Lazare Kupatadze, futbolista georgiano.
- 1996: Lineisy Montero, modelo dominicana.
- 1996: Kenedy, futbolista brasileño.
- 1996: Nicolás Emanuel Fernández, futbolista argentino.
- 1996: Brian Blasi, futbolista argentino.
- 1996: Matías Fernández Correa, futbolista chileno.
- 1996: Federico Tabeira, futbolista uruguayo.
- 1996: Iván Felipe Silva, judoka cubano.
- 1997: Kathryn Newton, actriz estadounidense.
- 1997: Pascal Eenkhoorn, ciclista neerlandés.
- 1997: David Santiago Agudelo Ospina, futbolista colombiano.
- 1997: Rocío Montenegro, futbolista argentina.
- 1997: Guido Vadalá, futbolista argentino.
- 1997: Anton Walkes, futbolista inglés (f. 2023).
- 1998: Šarlote Lēnmane, cantante letona.
- 1998: Kelvin Amian, futbolista francés.
- 1998: Marcos Arturia, futbolista argentino.
- 1998: Elton Kabangu, futbolista belga.
- 1998: Vitali Lisakovich, futbolista bielorruso.
- 1998: Valentin Ferron, ciclista francés.
- 1999: Tajon Buchanan, futbolista canadiense.
- 1999: Marcos Allen, futbolista panameño.
- 1999: Felipe Alvarado, futbolista chileno.
- 1999: Freddy Mosquera, futbolista colombiano.
- 1999: Mathias Gidsel, balonmanista danés.
- 1999: Abdul Manaf Nurudeen, futbolista ghanés.
- 1999: Juan Miritello, futbolista argentino.
- 1999: Jon Mersinaj, futbolista albanés.
- 1999: Alessia Russo, futbolista inglesa.
- 2000: Chris Durkin, futbolista estadounidense.
- 2000: Yulia Polyachikhina, modelo rusa.
- 2000: Giovanny León, futbolista mexicano.
- 2000: Camila Pavez, futbolista chilena.
- 2000: Marash Kumbulla, futbolista italiano.
- 2000: Guzmán Rodríguez, futbolista uruguayo.
- 2000: Juan Carlos Arana Gómez, futbolista español.
- 2000: Victor Jensen, futbolista danés.
- 2000: Jolanta Tarvida, taekwondista letona.
- 2000: Moisés Brandán, futbolista argentino.
- 2000: Nelson Cabanillas, futbolista peruano.
- 2000: Mathilde Gremaud, esquiadora acrobática suiza.
- 2000: Juan Cruz Marini, baloncestista argentino.
- 2000: Zalán Pekler, tirador húngaro.
- 2001: I.N, cantante y bailarín del grupo Stray Kids.
- 2001: Unai Buján, futbolista español.
- 2001: Beñat Prados, futbolista español.
- 2003: Mary Valencia, futbolista chilena.
- 2003: Liam Delap, futbolista británico.
- 2003: Filippo Terracciano, futbolista italiano.
- 2003: Souleymane Faye, futbolista senegalés.
- 2004: Georgios Koutsias, futbolista griego.

## Fallecimientos
- 1204: Alejo IV Ángelo, emperador bizantino (n. 1182).
- 1250: Roberto I de Artois, cruzado francés (n. 1216).
- 1265: Hulagu Khan, gobernador mongol (n. 1217).
- 1296: Premislao II, rey polaco (n. 1257).
- 1529: Baldassare Castiglione, escritor y diplomático italiano (n. 1478).
- 1537: Jerónimo Emiliani, religioso italiano (n. 1486).
- 1587: María Estuardo, reina escocesa (n. 1542).
- 1602: Alonso Pérez H.C., hermano jesuita, misionero en México. (n. 1538)
- 1634: Teodosio III de Braganza, aristócrata portugués (f. 1653).
- 1691: Carlo Rainaldi, arquitecto italiano (n. 1611).
- 1696: Iván V, zar ruso (n. 1666).
- 1709: Giuseppe Torelli, compositor italiano (n. 1658).
- 1725: Pedro I, zar ruso (n. 1672).
- 1749: Jan van Huysum, pintor neerlandés (n. 1682).
- 1772: Augusta de Sajonia-Gotha, aristócrata («princesa») galesa (n. 1719).
- 1792: Hannah Snell, militar británica (n. 1723).
- 1829: Cristóbal Mendoza, político y abogado venezolano, 1.° presidente de Venezuela (n. 1772).
- 1849: France Prešeren, poeta romántico esloveno, autor del himno nacional (n. 1800).
- 1849: François Antoine Habeneck, violinista francés (n. 1781).
- 1856: Agostino Bassi, entomólogo italiano (n. 1773).
- 1875: Pedro Fernández Madrid, político, escritor y educador colombiano (n. 1817).
- 1894: Robert Michael Ballantyne, escritor escocés (n. 1825).
- 1898: José María Reina Barrios, político y presidente guatemalteco (n. 1854).
- 1909: Catulle Mendès, poeta francés (n. 1841).
- 1909: Mieczysław Karłowicz, compositor polaco (n. 1876).
- 1910: Hans Jæger, escritor, filósofo y anarquista noruego (n. 1854).
- 1911: Joaquín Costa, político español (n. 1846).
- 1915: Pablo Livas, maestro y educador mexicano (n. 1872).
- 1918: Louis Renault, jurista francés, premio nobel de la paz en 1907 (n. 1843).
- 1921: Piotr Kropotkin, geógrafo y pensador ruso, padre del anarquismo junto a Mijaíl Bakunin (n. 1842).
- 1936: Charles Curtis, político estadounidense (n. 1860).
- 1942: Fritz Todt, ingeniero y político alemán (n. 1891).
- 1955: Federico More, periodista y escritor peruano (n. 1889).
- 1957: Walther Bothe, físico e inventor alemán (n. 1891).
- 1957: John von Neumann, matemático y físico húngaro (n. 1903).
- 1960: Giles Gilbert Scott, arquitecto británico (n. 1880).
- 1960: John L. Austin, filósofo británico (n. 1911).
- 1964: Ernst Kretschmer, psiquiatra y neurólogo alemán (n. 1888).
- 1972: Márkos Vamvakáris, músico griego (n. 1905).
- 1974: Fritz Zwicky, astrónomo y físico búlgaro-suizo (n. 1898).
- 1975: Robert Robinson, químico británico, premio nobel de química en 1947 (n. 1886).
- 1977: Olinda Bozán, actriz argentina (n. 1894).
- 1979: Antonio Aranda Mata, militar español (n. 1888).
- 1980: Agustín Millares Carlo, paleógrafo y académico español (n. 1893).
- 1981: María Cervantes, pianista, cantante y compositora cubana (n. 1885).
- [[Fallecidos en 1985|Hernán Figueroa Anguita, político chileno (n. 1897).
- 1986: Roque Carranza (66), político, dirigente estudiantil reformista, ingeniero y economista argentino (n. 1919), miembro de la Unión Cívica Radical; a los 33 años perpetró el atentado terrorista de la Plaza de Mayo de 1953; el presidente radical Raúl Alfonsín lo premió nombrándolo ministro de Defensa y ministro de Obras Públicas.
- 1987: Bronisława Wajs, poeta polaca de etnia romaní (n. 1908 o 1910).
- 1990: Del Shannon, cantante estadounidense (n. 1934).
- 1994: Raymond Scott, compositor estadounidense (n. 1908).
- 1995: Józef Maria Bocheński, fraile dominico, filósofo y lógico polaco (n. 1902).
- 1998: Halldór Laxness, escritor islandés, premio nobel de literatura (n. 1902).
- 1998: Enoch Powell, político británico (n. 1912).
- 1998: Julian Lincoln Simon, economista estadounidense (n. 1932).
- 1999: Jean Iris Murdoch, escritora irlandesa (n. 1919).
- 1999: Tip (Luis Sánchez Polack), humorista español (n. 1926).
- 2000: Carlos Cores, actor argentino (n. 1923).
- 2001: Luis Piñerúa Ordaz, político venezolano (n. 1924).
- 2001: Ivo Caprino, director y guionista noruego (n. 1920).
- 2002: Ong Teng Cheong, arquitecto y político singapurense, quinto presidente de Singapur (n. 1936).
- 2003: John Charles Cutler, médico estadounidense (n. 1915).
- 2003: Joseba Pagazaurtundua, policía español (n. 1957).
- 2005: Jimmy Smith, organista estadounidense de jazz (n. 1928).
- 2005: Javier Tusell, historiador y político español (n. 1945).
- 2005: A. Chandranehru, marinero y político de Sri Lanka (n. 1944).

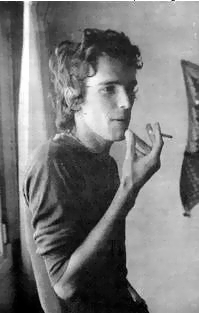
Luis A. Spinetta.

- 2006: Elton Dean, músico británico, de la banda Soft Machine (n. 1945).
- 2006: Akira Ifukube, compositor japonés (n. 1914).
- 2007: Anna Nicole Smith, modelo y actriz estadounidense (n. 1967).
- 2007: Ian Stevenson, académico canadiense (n. 1918).
- 2010: John Murtha, militar y político estadounidense (n. 1932).
- 2011: Cesare Rubini baloncestista y waterpolista italiano (n. 1923).
- 2012: Godofredo Garabito, escritor, académico y político español (n. 1932).
- 2012: Luis Alberto Spinetta, músico y poeta argentino (n. 1950).
- 2013: James DePriest, director de orquesta y músico estadounidense (n. 1936).
- 2016: Violette Verdy, bailarina, coreógrafa y directora de baile francesa (n. 1933).
- 2017: Peter Mansfield, físico británico, premio nobel de fiosiología en 2003 (n. 1933).
- 2020: Robert Conrad, actor estadounidense (n. 1935).
- 2021: Jean-Claude Carrière, actor y guionista francés (n. 1931).
- 2021: Jean Obeid, periodista y político libanés (n. 1939).
- 2021: Gilbert Chauny de Porturas-Hoyle, diplomático, arquitecto y genealogista peruano (n. 1944).
- 2021: Mary Wilson, cantante de soul estadounidense (n. 1944).
- 2022: Arnaldo Arocha (85), médico y político venezolano (n. 1936).[4]
- 2022: Javier Berasaluce Marquiegui (91), futbolista español (n. 1931).[5]
- 2022: Bill Lienhard (92), baloncestista, banquero y medallista olímpico estadounidense (n. 1930).[6]
- 2022: Andrée Michel (101), socióloga y activista francesa (n. 1920).[7]
- 2022: Luc Montagnier (89), virólogo y catedrático francés (n. 1932), uno de los descubridores del VIH (causante del sida), premio nobel de medicina en 2008. Durante la pandemia de covid‑19 se convirtió en antivacunas y manifestó su apoyo a la seudocientífica homeopatía.[8]
- 2022: Carlos Luis Revete (44), criminal y pran venezolano (n. 1978).[9]
- 2022: Jack Robinson (94), baloncestista y medallista olímpico estadounidense (n. 1927).[10]
- 2022: David Rudman (78), yudoca y entrenador soviético-ruso nacionalizado estadounidense (n. 1943).[11]
- 2022: Götz Werner (78), emprendedor y profesor universitario alemán (n. 1944).[12]
- 2023: Burt Bacharach, compositor, productor y cantante estadounidense (n. 1928).
- 2023: Iván Siláyev, político ruso (n. 1930).

## Celebraciones
- Día Internacional del Genetista.[13]
- Día del Nirvana.[14]

- Día de Google Maps (Mapas de Google).[15]
Aniversario de la creación de Mapas de Google, el servicio de plano, carta, atlas, mapamundi y planisferio más popular y conocido del mundo, que fue liberado el 8 de febrero del año 2005 (hace 20 años). Se accede al servicio de forma gratuita desde cualquier navegador web, mediante la dirección URL: https://www.google.com/maps/ o en dispositivos móviles usando su aplicación.

 Por países
(Por orden alfabético)
- Argentina:
  -  Salta: 
    - Aniversario del nacimiento de Martín Miguel de Güemes (8 de febrero de 1785, hace 240 años).
Su nombre completo era Martín Miguel Juan de la Mata Güemes. Peleó en las invasiones inglesas en 1806. Participó en la Batalla de Suipacha. Formó parte del Sitio de Montevideo, donde se encontraban los realistas. Y, junto a sus gauchos e Infernales, defendió enérgicamente la frontera norte.

  -  San Luis: 
    - Día de la Paisana Puntana. En honor a Francisca “Pancha” Hernández. [16]

- Chile:
  - Día Nacional de la Piscola. Trago típico chileno que se prepara con pisco chileno, bebida de cola o gaseosa con hielo.

- Corea del Norte:
  - Día de la Fundación Militar.
(en coreano: 조선인민군 창건일).
(en inglés: Military Foundation Day).

- Eslovenia:
  - Día de Prešeren.[17]
Se conmemora el aniversario de la muerte del poeta nacional esloveno France Prešeren el 8 de febrero de 1849 (hace 176 años) y es la celebración de la cultura eslovena.

- Estados Unidos:
  - Día de la Ópera.
(en inglés: Opera Day). El Día Mundial de la Ópera (World Opera Day) se celebra el 25 de octubre.
  - Día Nacional de los Boys Scouts.
  - Día de la Barra de Melaza.
(en inglés: National Molasses Bar Day).
  - Día de Ríete y Hazte Rico.
(en inglés: Laugh And Get Rich Day).
  - Día del Vuelo de Cometas.
(en inglés: National Kite Flying Day).

- India:
  - Día de la Proposición o Propuesta. Se celebra como un día para proponer matrimonio a la pareja. Un gran número de jóvenes regalan rosas para proponer matrimonio a su futura novia o novio. Es el segundo día de la Semana de San Valentín. Aunque el Día de San Valentín se celebra en todo el mundo, la Semana de San Valentín se celebra sólo en la India con varias festividades, incluido el Día de la Rosa el día 7 de febrero.

- Irán:
  - Eid al-Mab'athm.[17]

- República de China:
  - Fiesta del Año Nuevo Lunar.[17]

- Vietnam:
  - Fiesta del Tet.[17]

### Santoral católico

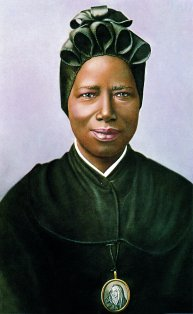
Santa Josefina Bakhita, patrona de Sudán.

- Jornada Mundial de Oración contra la Trata.[18]Instaurada en 2015 por el Papa Francisco con motivo de la festividad de Santa Josefina Bakhita, la religiosa sudanesa (imagen ilustrativa) víctima de la trata de personas y símbolo universal del compromiso de la Iglesia contra esta lacra.[19]
- Santa Cointa, virgen y mártir.[20]
- San Esteban de Muret, abad y fundador.[20]
- San Honorato de Milán, obispo italiano.[20][21]
- San Jerónimo Emiliani, religioso y fundador italiano.
- Santa Josefina Bakhita, religiosa.[20](imagen ilustrativa).
- San Jovencio de Pavia, obispo italiano.[20]
- San Lacuto de Bretaña, abad francés.[20]
- San Nicecio de Tréveris, obispo francés.[20]
- San Pablo de Verdún, obispo francés.[20]
- Beata Josefina Gabriela Bonino, religiosa y fundadora.[20]
- Beato Pedro Igneo, obispo.[20]